# Marc Neikrug
Marc Neikrug (* 24. September 1946 in New York City) ist ein US-amerikanischer Komponist und Pianist.

## Leben
Der Sohn des Cellisten und Musikpädagogen George Neikrug studierte in Los Angeles Klavier und Musiktheorie und von 1964 bis 1968 an der Musikakademie Detmold Komposition bei Giselher Klebe. In Tanglewood nahm er Kurse bei Gunther Schuller und 1972 war er Composer in Residence beim Marlboro Music School and Festival unter Leitung von Rudolf Serkin. Daneben war er auch Klavierschüler von Stefan Askenase.
Ab Mitte der 1970er Jahre trat Neikrug als Duopartner von Pinchas Zukerman auf. Seit 1998 ist er künstlerischer Leiter des Santa Fe Chamber Music Festival. Seine Laufbahn als Komponist begann 1966 mit einem Klavierkonzert. Bekannt wurde er durch sein Musiktheaterstück Through Roses (1980). Das Auftragswerk der New Yorker 92nd Street Y erzählt die Geschichte eines Geigers, der Auschwitz überlebte. Es wurde in elf Sprachen übersetzt und erlebte über 500 Aufführungen in fünfzehn Ländern. Es war Gegenstand eines Dokumentarfilms von Christopher Nupen und wurde 1997 von Jürgen Flimm mit Maximilian Schell als Sprecher verfilmt.
1988 wurde beim Berlin Festival die Oper Los Alamos uraufgeführt, ein Auftragswerk der Deutschen Oper Berlin. Die amerikanische Erstaufführung fand beim Aspen Music Festival and School statt.

## Werke (Auswahl, chronologisch)
- Piano Concerto, 1966
- Sonata for solo cello, 1967
- String Quartet No.2, 1972
- Concerto for Viola, 1974
- Concertino für Kammerensemble, 1977
- Three Fantasies für Violine und Klavier, 1977
- Continuum für Violincello und Klavier, 1978
- Kaleidoscope für Klarinette und Klavier, 1978
- Through Roses Musikdrama für einen Sprecher und acht Instrumentalisten, 1980
- Eternity's Sunrise für Orchester, 1980
- Mobile für Kammerensemble, 1981
- Rituals für Flöte und Harfe, 1981
- Violin Concerto No.1, 1982
- Chetro Ketl für Orchester, 1986
- Rosaceae für Bandbesetzung,[1] 1986
- Concerto for 2 Violins, Viola, Cello and Orchestra, 1987[1]
- Los Alamos, Oper, 1988
- Concerto for Flute and Orchestra, 1989[1]
- Take Me t'Susan's Gift für Schlagzeug, 1989[1]
- String Quartet No.3 „Star's the Mirror“, 1989
- Sinfonie Nr. 1, 1991[2][3]
- Sonata concertante für Violine und Klavier, 1994
- String Quintet, 1995
- Concerto for Piano and Orchestra, 1995[1]
- Suite from Los Alamos für Orchester, 1998[1]
- Violin Concerto No.2, „Departures and Remembrances“, 1999[1]
- Petrus für Violincello und Klavier, 2001
- Sinfonie Nr. 2, „Quintessence“, 2008[4]
- Concerto for Orchestra, 2012 (Uraufführung 26. April 2012, New York)[5][4]
- Sinfonie Nr. 3, 2013 (Uraufführung 2. Mai 2013, Jerusalem)[6]
- Sinfonie Nr. 4, 2021 (Uraufführung 19. Mai 2022, Hamburg)[2]